# عقلي
العقلي هو ما لا يكون للحس الباطن فيه مدخل، هذا هو المشهور. وقد يطلق على ما لا يدرك هو ولا مادته بتمامها بإحدى الحواس الظاهرة، سواء أدرك بعض مادته أو لا. ويقابله الحسي.